# Subject: I Love You
Subject: I Love You es una película estadounidense de drama romántico de 2011, escrita y dirigida por Francis dela Torre, basada en el virus informático ILoveYou del año 2000. La película está protagonizada por Jericho Rosales y Briana Evigan.

## Sinopsis
La película cuenta la historia de un joven, Víctor (Jericho Rosales), que hará cualquier cosa para reconectarse con Butterfly (Briana Evigan), la única mujer a la que ha amado en su vida, incluso si eso significa enredarse en una investigación criminal internacional.

## Reparto
- Briana Evigan como Butterfly.
- Jericho Rosales como Víctor.
- Dean Cain como James Trapp.
- Dante Basco como Nicky.
- Kristin Bauer como Sarah Drake.
- Lauren Bittner como Rena.
- Andrew Leeds como Chris.
- Luisse Belle Pressman como Lucy.
- Tirso Cruz III como Frankie.
- Gary Valenciano como Choy.
- Munda Razooki como el Matón.
- Ermie Concepción como Adela.
- Joel Torre como Marlon.
- Apl.de.ap como Calessa Driver.

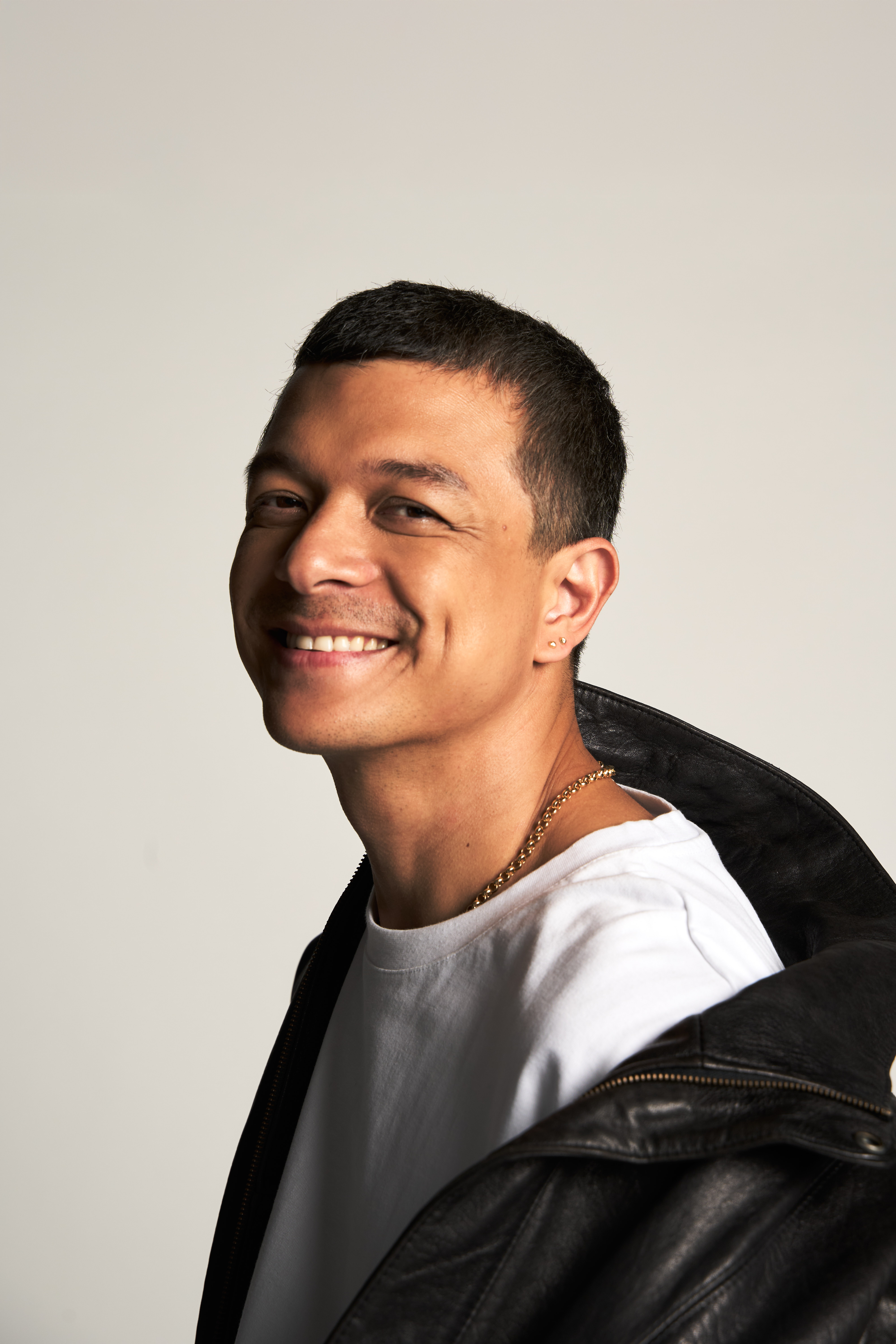
Jericho Rosales es Víctor.

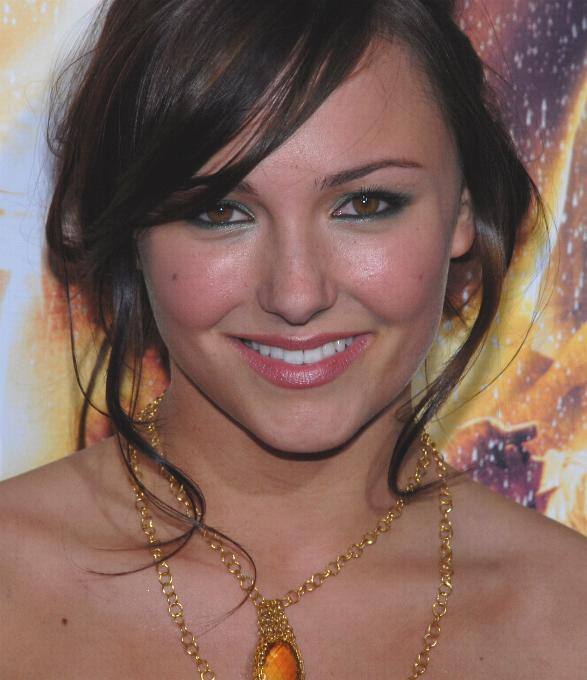
Briana Evigan es Butterfly.

- Atticus Shaffer como la voz de Tommy.